# Æterni Patris
 (décembre 2022).
Æterni Patris (« du Père éternel ») est une lettre encyclique du  pape Léon XIII sur la « philosophie chrétienne ». Datée du 4 août 1879, au tout début d'un long pontificat (1878-1903), marque de la priorité accordée au sujet par le nouveau pape, elle a pour but de promouvoir l’étude de la philosophie de Thomas d'Aquin et la recommande au programme des écoles et des académies. Elle est à l'origine d’un renouveau que l’on appelle le « néo-thomisme ».

## Contexte
Son prédécesseur, Pie IX, avait condamné avec force le modernisme. Pour sa part, Léon XIII propose des solutions, au nombre desquelles figure le renouveau de l’étude de Thomas d'Aquin.
Cette encyclique est publiée moins de dix ans après le concile de Vatican I (1870-1871), dont l'une des deux constitutions dogmatiques, Dei Filius, traite des rapports en foi et raison.
Déjà en 1859, alors qu'il était évêque de Pérouse, le futur Léon XIII avait fondé dans son diocèse l'Académie de saint Thomas d’Aquin. L’encyclique poursuit le même but mais elle cherche en outre à engager toute l’Église catholique dans une entreprise qui vise à renouveler la pensée catholique par un retour à la philosophie de Thomas d'Aquin, et cela pour faire face aux « maux de la société » et aux « fausses opinions » de la société contemporaine.
Ces recherches apportent un renouveau plus riche qu'espéré. Le néo-thomisme dépasse largement le cadre de Thomas d’Aquin et, soutenu par d’autres disciplines modernes, produit des penseurs et des intellectuels tels que Réginald Garrigou-Lagrange, Étienne Gilson, Jacques Maritain, Joseph Maréchal, Martin Grabmann...

## Destinataires et titre
Comme la plupart des lettres encycliques de ce siècle, les destinataires sont les « Vénérables Frères les Patriarches, Primats, Archevêques et Evêques du monde catholique, en grâce et communion avec le Siège Apostolique ».
Le titre complet figurant dans la version publiée en ligne par le Vatican est Aeterni Patris. Lettre encyclique de sa Sainteté le Pape Léon XIII sur la philosophie chrétienne.
Les mots Aeterni Patris sont simplement les deux premiers du texte de l'encyclique et ne sauraient constituer un titre à proprement parler. En outre, à l'époque de Léon XIII, les encycliques ne portaient pas toutes un titre. Et quand titre il y avait, il n'était pas forcément donné par le pape qui était l'auteur de la lettre.
Un titre a finalement été donné au texte : « De philosophia Christiana ad mentem Sancti Thomae Aquinaîis Doctoris Angelici in scholis catholicis instauranda », ce que van Riet traduit par « Sur la restauration de la philosophie chrétienne dans les écoles catholiques selon l'esprit du Docteur Angélique saint Thomas d'Aquin ». Or, ce titre est un programme que le pape invite les évêques à appliquer. Van Riet souligne que ces derniers ne peuvent se contenter de lire la lettre. Il leur faut mettre en œuvre ce programme dans les écoles catholiques, car elles sont censées relever de leur autorité, afin de restaurer la philosophie chrétienne selon l'esprit de Thomas. 

## Contenu

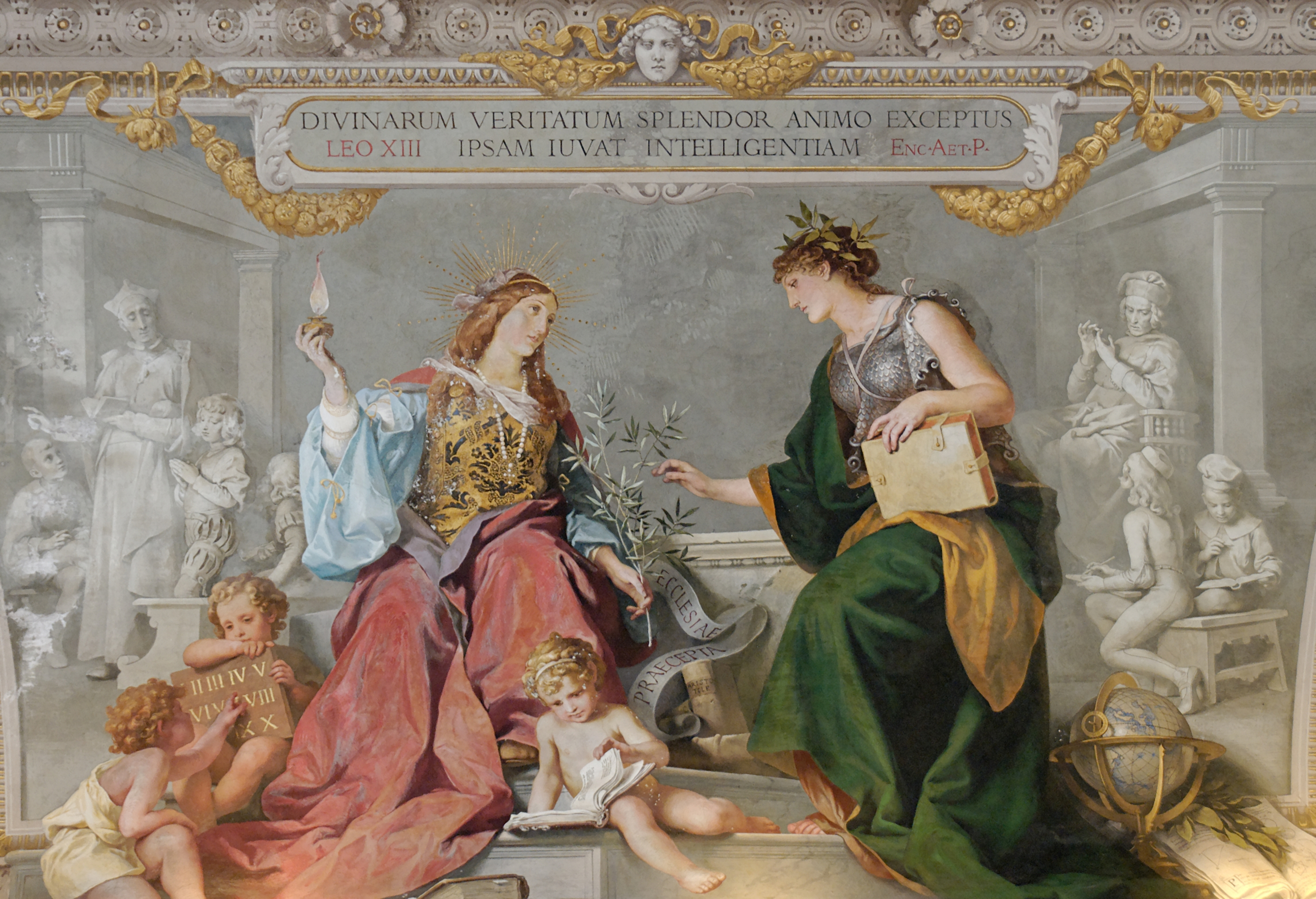
La Foi et la Raison, fresque allégorique de Ludovico Seitz surmontée d'une citation d’Æterni Patris : « la splendeur des vérités divines, en pénétrant l'âme, vient en aide à l'intelligence elle-même », Vatican.

Selon Æterni Patris, « la famille et la société civile (…) jouiraient d'une paix plus parfaite et d'une sécurité plus grande si, dans les académies et les écoles, on donnait une doctrine plus saine et plus conforme à l'enseignement de l'Église, une doctrine telle qu'on la trouve dans les œuvres de Thomas d'Aquin », ce « rempart et gloire de la foi catholique ».
Avec un retour au thomisme, Léon XIII cherche à établir un vocabulaire commun et des principes de base grâce auxquels les catholiques, et en particulier les prêtres, puissent faire face aux problèmes du jour.
Les différents arguments développés dans l'encyclique sont les suivants.

### Introduction
Léon XIII rappelle le don fait par Jésus-Christ de l'Eglise et la fondation de la tradition apostolique d'enseigner la foi catholique et le salut.

### Plaidoyer pour la philosophie
Il aborde ensuite au cours de plusieurs paragraphes le rôle clé de la philosophie, dont l'application peut être étendue à tous le rangs de la société et qui apporte une connaissance des ressorts du fonctionnement humain. recherchant le concours de la science humaine, le pape articule foi et raison, foi et philosophie.
Saint Augustin [résume le rôle de la raison] tout entier en quatre mots, lorsqu'il attribue à la science humaine ce par quoi la foi salutaire est engendrée, nourrie, défendue, fortifiée.
Ces interactions manifestent un caractère d'universalité, abondant dans le sens du christianisme :
Ces vérités, reconnues même par les philosophes païens, il est de toute opportunité de les faire tourner à l'avantage et à l'utilité de la doctrine révélée, afin de faire voir avec évidence comment l'humaine sagesse, elle aussi, comment le témoignage même de nos adversaires déposent en faveur de la foi chrétienne.
Le pape énumère une sorte de litanies des vertus et fondements de la philosophie, dont l'effet est structurant :
Ces fondements étant ainsi très solidement posés, on peut retirer encore de la philosophie des avantages sans nombre: c'est d'elle que la théologie sacrée doit recevoir et revêtir la nature, la forme et le caractère d'une vraie science.
Enfin, en s'appuyant sur la philosophie, l'Eglise peut mieux protéger les vérités divinement révélées et contrer les erreurs. Aux yeux de l'auteur, s'exercer à découvrir les causes des erreurs, à discerner le défaut des arguments et à démontrer des motifs efficaces de persuasion est élevé au rang d'un art.

### Des Pères de l'Eglise à Thomas d'Aquin

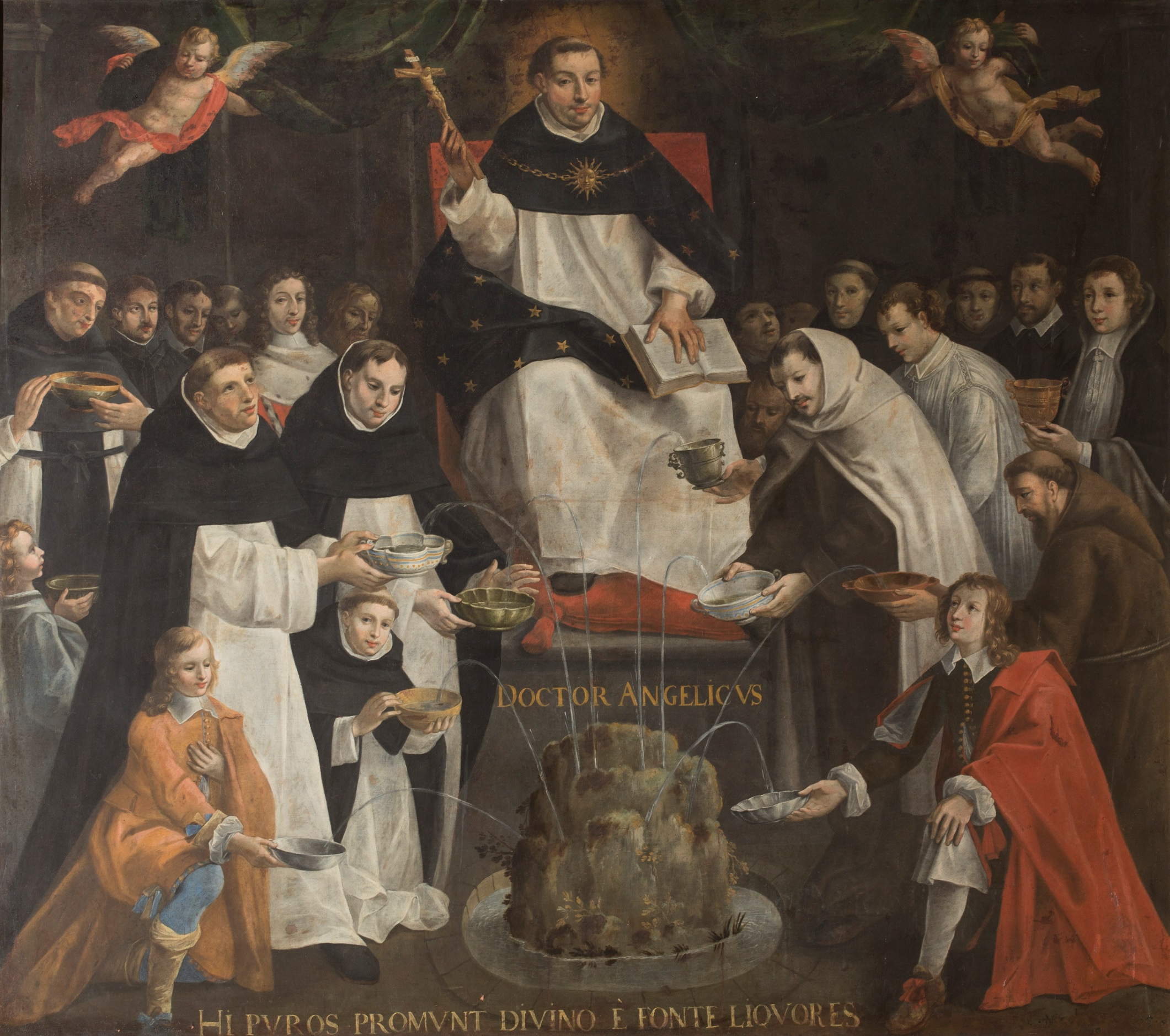
Thomas d'Aquin, le Docteur angélique

Cette seconde grande partie rappelle tout d'abord que l'Eglise est certes née dans le sang des martyrs, mais aussi de la philosophie, toujours dans le cadre d'une articulation entre raison humaine et révélation divine.
S'ensuit une rétrospective des Pères de l'Eglise, notamment saint Justin, saint Irénée de Lyon, saint Jérôme, Origène et Tertullien, saint Athanase, saint Jean Chrysostome, constituant un patrimoine de la philosophie, dont la palme revient à saint Augustin.

Le Moyen-Âge et sa scolastique est ensuite abordé comme une synthèse conduite par saint Thomas d'Aquin et saint Bonaventure, dont tout le travail vise à confirmer les dogmes de la foi catholique et réfuter les hérésies, ayant réponse à tout, traitant le passé et préparant des raisonnements et des armes face aux erreurs qui ne manqueront pas de survenir dans le futur. 
Thomas recueillit [les doctrines des Pères], comme les membres dispersés d'un même corps; il les réunit, les classa dans un ordre admirable, et les enrichit tellement, qu'on le considère lui-même, à juste titre, comme le défenseur spécial et l'honneur de l'Eglise. D'un esprit ouvert et pénétrant, d'une mémoire facile et sûre, d'une intégrité parfaite de mœurs, n'ayant d'autre amour que celui de la vérité, très riche de science tant divine qu'humaine, justement comparé au soleil, il réchauffa la terre par le rayonnement de ses vertus, et la remplit de la splendeur de sa doctrine.

### Appropriation et restauration du thomisme
Léon XIII rappelle que les fondateurs des ordres religieux se sont attachés à faire étudier la doctrine de saint Thomas, que nombre de ses prédécesseurs papes (ils n'en cite pas moins de dix) en firent de remarquables éloges, que les conciles œcuméniques y firent référence, et que des ennemis mêmes du catholicismes reconnurent la qualité de son œuvre.
Des dérives ayant été constatées dès le XVIe siècle, le pape souhaite explicitement restaurer le thomisme, le remettre en vigueur et le propager le plus possible.

Au-delà d'un exercice purement intellectuel, le pape ne manque pas de relier cet apport aux sujets d'actualité de son pontificat.
Ce que saint Thomas nous enseigne sur la vraie nature de la liberté, qui de nos temps, dégénère en licence, sur la divine origine de toute autorité, sur les lois et leur puissance, sur le gouvernement paternel et juste des souverains, sur l'obéissance due aux puissances plus élevées, sur la charité mutuelle qui doit régner entre tous les hommes ; ce qu'il nous dit sur ces sujets et autres du même genre, a une force immense, invincible, pour renverser tous ces principes du droit nouveau, pleins de dangers, on le sait, pour le bon ordre et le salut public.

### Perspectives et conclusion
Sans mentionner toutefois d'action concrète, le pape recommande de s'intéresser en priorité aux jeunes et aux adolescents dans cet effort de formation, dans les académies et les écoles.

Enfin, le successeur de saint Pierre s'en remet à Dieu et à la prière, à l'image du docteur angélique :
Suivons l'exemple du docteur angélique, qui ne s'adonnait jamais à l'étude ou à la composition avant de s'être, par la prière, rendu Dieu propice, et qui avouait avec candeur que tout ce qu'il savait, il le devait moins à son étude et à son propre travail qu'à l'illumination divine

## Style et sources
Le style est celui d'un érudit, d'un universitaire qui prononce une leçon. Les paragraphes s'enchainent en utilisant de nombreux liens, reflet de l'évolution de la pensée au cours du discours, par exemple les premiers mots des premiers paragraphes : « or », « si l'on fait attention à », « sans doute », « il est dont tout à fait dans l'ordre », « et tout d'abord », « et en effet », « de là vient », « cette tactique », ...
Léon XIII s'appuie sur une quarantaine de sources, largement issues des épîtres de saint Paul et des Pères de l'Eglise, plus ponctuellement des évangiles ou de documents pontificaux.

## Postérité

### Un travail de fond sur les écrits thomistes
À la suite de cette encyclique, Léon XIII crée le 15 octobre 1879 l'académie de Saint-Thomas-d'Aquin à l'Angelicum et ordonne la publication de l'édition critique — dite léonine — des œuvres complètes du « Doctor angelicus ».
Un travail de fond est démarré de publication des œuvres de saint Thomas, de recherche d’ouvrages inédits, de vérification et de confrontation des sources et manuscrits existants.
Confiée aux dominicains, au travers de la Commission léonine, cette œuvre poursuit ses travaux aux XXe et XXIe siècles.
Cette encyclique fit l'objet d'une séance solennelle à l'Université de Louvain à l'occasion du cinquantième anniversaire de sa publication, soulignant « le caractère proprement scientifique de l'initiative de Léon XIII ». 

### La source du néo-thomisme
Cette encyclique est fondatrice du mouvement néothomisme, le dictionnaire Larousse ne manquant pas d'y associer explicitement Léon XIII comme père fondateur :
Le néo-thomisme est un système philosophico-théologique, dont le pape Léon XIII voulut faire le point de départ d'un renouveau intellectuel dans l'Église et qui, pour manifester l'actualité de la pensée de saint Thomas d'Aquin, insère la théologie thomiste classique dans une problématique moderne.
Depuis cette encyclique, il existe une large littérature décrivant les fondements de ce mouvement, allant jusqu'à évoquer une « renaissance philosophique», voire une « résurrection de la scolastique», et ses divers développements, notamment en France, en Belgique et en Allemagne :
On peut dire que Léon XIII, pendant tout son pontificat, a eu surtout pour objet, de restaurer le thomisme et de le faire servir à la diffusion et au triomphe du catholicisme. Il a voulu fortifier l'unité catholique, en joignant à sa théologie, thomiste par tradition, la philosophie qui y est le plus étroitement unie. Enrichie par les découvertes scientifiques, elle devait répondre à toutes les questions que soulèvent les individus et les sociétés modernes, comme fournir des armes contre les adversaires irréductibles ou préparer un terrain d'entente où l'Église catholique pût rencontrer ceux qui ne voudraient pas en toute matière s'opposer à elle.
L'ouvrage La synthèse thomiste, du Révérend Père Réginald Garrigou-Lagrange, publiée en 1947, constitue une référence de présentation de la pensée thomiste.